# Stenobermuda syzygus
Stenobermuda syzygus is een pissebed uit de familie Stenetriidae. De wetenschappelijke naam van de soort is voor het eerst geldig gepubliceerd in 1940 door Keppel Harcourt Barnard.